# Лає (Гаваї)
Лає або Ла'іе (англ. Laie, гав. Lāʻie [laːˈʔie]) — переписна місцевість (CDP) в США, в окрузі Гонолулу штату Гаваї. Населення — 5963 особи (2020).

## Географія
Лає розташований за координатами 21°38′44″ пн. ш. 157°55′22″ зх. д. / 21.64556° пн. ш. 157.92278° зх. д. (21.645545, -157.922855).  За даними Бюро перепису населення США в 2010 році переписна місцевість мала площу 5,62 км², з яких 3,47 км² — суходіл та 2,16 км² — водойми.

## Демографія
Згідно з переписом 2010 року, у переписній місцевості мешкало 6138 осіб у 965 домогосподарствах у складі 790 родин. Густота населення становила 1091 особа/км².  Було 1093 помешкання (194/км²).
Расовий склад населення:
| - 30,1 % — вихідців з тихоокеанських островів - 29,4 % — білих - 13,7 % — азіатів - 0,8 % — чорних або афроамериканців - 0,2 % — корінних американців |

До двох чи більше рас належало 24,9 %. Частка іспаномовних становила 5,2 % від усіх жителів.
За віковим діапазоном населення розподілялося таким чином: 22,7 % — особи молодші 18 років, 71,7 % — особи у віці 18—64 років, 5,6 % — особи у віці 65 років та старші. Медіана віку мешканця становила 24,1 року. На 100 осіб жіночої статі у переписній місцевості припадало 87,5 чоловіків;  на 100 жінок у віці від 18 років та старших — 86,3 чоловіків також старших 18 років.
Середній дохід на одне домашнє господарство  становив 100 151 долар США (медіана — 85 769), а середній дохід на одну сім'ю — 101 332 долари (медіана — 84 750). Медіана доходів становила 47 143 долари для чоловіків та 42 778 доларів для жінок. За межею бідності перебувало 13,1 % осіб, у тому числі 11,1 % дітей у віці до 18 років та 2,4 % осіб у віці 65 років та старших.
Цивільне працевлаштоване населення становило 2736 осіб. Основні галузі зайнятості: освіта, охорона здоров'я та соціальна допомога — 41,2 %, мистецтво, розваги та відпочинок — 23,3 %, будівництво — 8,1 %, роздрібна торгівля — 5,4 %.